# 河原町 (川崎市)
河原町（かわらまち）は、神奈川県川崎市幸区の町名。丁目の設定がない単独町名。住居表示は未実施。面積は16.4 ha。

## 地理
川崎駅の北方1kmあたり、多摩川のほど近くに位置する。町域はほぼ全体が県営・市営・住宅供給公社の河原町団地によって占められており、また南端には貨物線跡地を転用した「さいわい緑道」が通っている。
河原町は北端で遠藤町と、東端で国道409号を挟んで戸手と、南端で幸町・中幸町と、西端で神明町と接する。これらの町域はすべて幸区に属しており、河原町は区境・市境には接していない。

## 歴史
当地は明治以前にはほとんどが沼地であったが、1918年（大正7年）には日東製鋼の工場が設置され、5年後には同工場を東京製綱が買収した。買収当時には敷地内も沼地だらけであったというが、関東大震災で東京・横浜の工場が壊滅したため、当地に工場を集約して生産を開始した。
東京製綱の工場は1945年（昭和20年）の川崎大空襲で90%が破壊される被害を受けたものの、戦後は復興を果たしたが、1969年（昭和44年）に茨城県へと移転していった。
工場跡地には最高14階建て、市営1,598戸、県営1,300戸、市住宅供給公社253戸、県住宅供給公社440戸と、あわせて3,591戸という河原町団地が作られた。区域内には川崎市立河原町小学校も開校し、1977年（昭和52年）9月には児童数1,906人を記録したが、1986年（昭和61年）時点ですでに住民の高齢化が指摘されており、2007年（平成19年）には河原町の高齢化率が27.0%と、幸区全体より8ポイントも高くなっている。河原町小学校は2006年に閉校となり、跡地は特別養護老人ホームやデイサービスセンターなどへの転用がなされる計画である。
なお、当地の南端を、川崎河岸駅への貨物線が通っており、砂利の採取や東京製綱の輸送に使われていたが、1970年（昭和45年）に廃止となり、跡地はさいわい緑道となっている。

### 地名の由来
戸手の小字であった下河原耕地に由来する。

### 沿革
- 1918年（大正07年）- 日東製鋼の工場が設置される。
- 1923年（大正12年）- 工場が東京製綱に買収される。
- 1927年（昭和02年）- 矢向駅 - 川崎河岸駅間の貨物線が開通[19]。
- 1928年（昭和03年）- 戸手字下河原耕地・字遠藤耕地、南河原字乙居村耕地から河原町が設置される[18]。
- 1969年（昭和44年）- 東京製綱の工場が移転。
- 1970年（昭和45年）- 川崎河岸駅への貨物線が廃止。
- 1971年（昭和46年）- 河原町団地1号棟が完成[20]。
- 1972年（昭和47年）
  - 川崎市が政令指定都市に移行。川崎市幸区河原町となる。
  - 川崎市立河原町小学校が開校[20]。
- 1976年（昭和51年）- 一部が戸手4丁目となる[20]。
- 2006年（平成18年）- 川崎市立河原町小学校が閉校。

## 世帯数と人口
2025年（令和7年）6月30日現在（川崎市発表）の世帯数と人口は以下の通りである。
| 町丁   | 世帯数    | 人口    |
| ------ | --------- | ------- |
| 河原町 | 3,435世帯 | 6,025人 |

### 人口の変遷
国勢調査による人口の推移。
| 年                 | 人口  |
| ------------------ | ----- |
| 1995年（平成7年）  | 9,949 |
| 2000年（平成12年） | 8,641 |
| 2005年（平成17年） | 7,920 |
| 2010年（平成22年） | 7,177 |
| 2015年（平成27年） | 6,837 |
| 2020年（令和2年）  | 6,505 |

### 世帯数の変遷
国勢調査による世帯数の推移。
| 年                 | 世帯数 |
| ------------------ | ------ |
| 1995年（平成7年）  | 3,523  |
| 2000年（平成12年） | 3,504  |
| 2005年（平成17年） | 3,502  |
| 2010年（平成22年） | 3,445  |
| 2015年（平成27年） | 3,406  |
| 2020年（令和2年）  | 3,397  |

## 学区

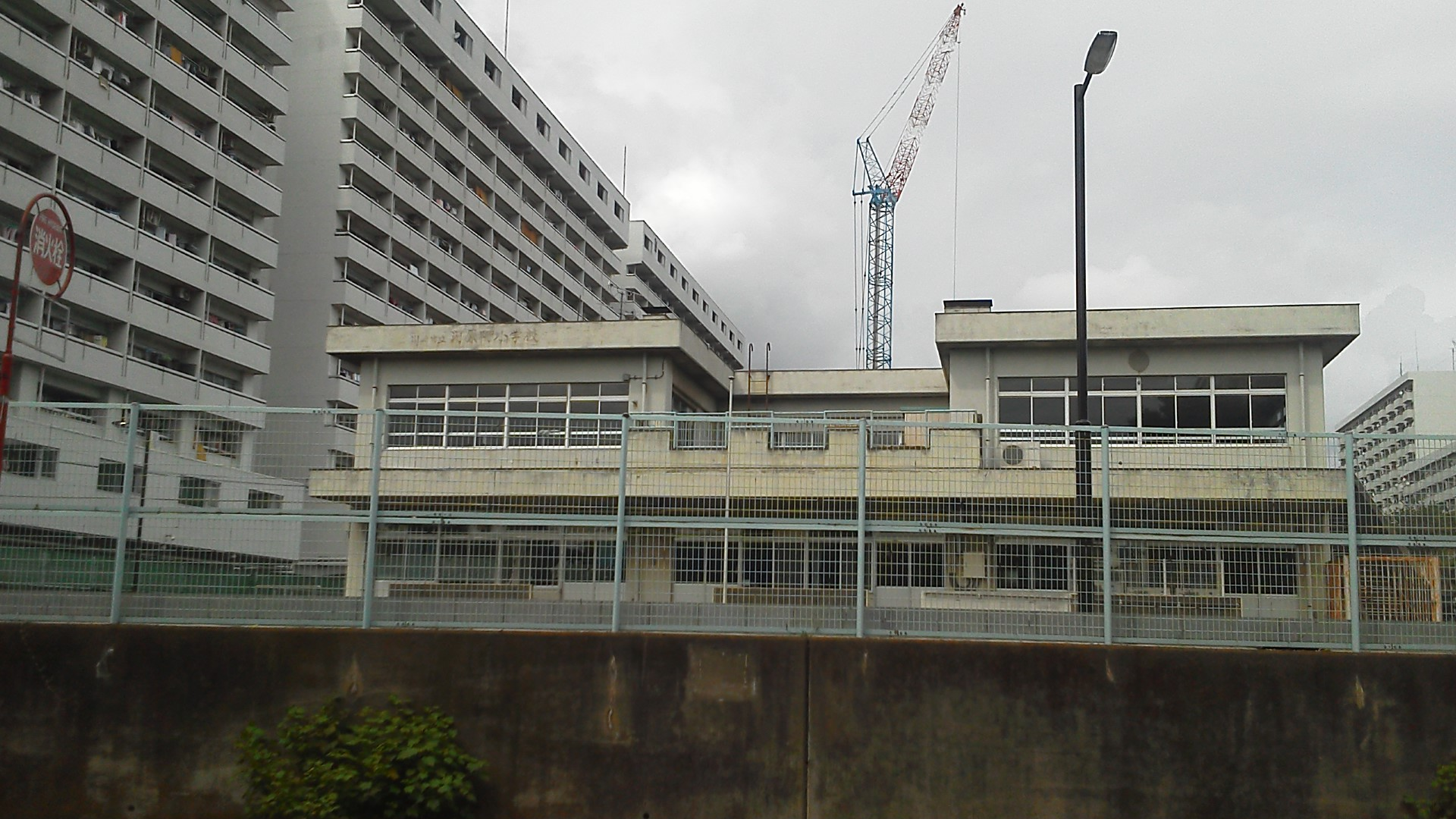
川崎市立河原町小学校跡地（デイサービス施設として使用中）

前述のように、当地にはかつて川崎市立河原町小学校が所在した。

市立小・中学校に通う場合、学区は以下の通りとなる（2025年4月時点）。
| 町丁・団地 | 番・号棟                 | 小学校               | 中学校               |
| ---------- | ------------------------ | -------------------- | -------------------- |
| 河原町     | 2～4番                   | 川崎市立御幸小学校   | 川崎市立御幸中学校   |
| 河原町団地 | 1～3号棟 7～9号棟 12号棟 | 川崎市立御幸小学校   | 川崎市立御幸中学校   |
| 河原町団地 | 4～6号棟                 | 川崎市立幸町小学校   | 川崎市立御幸中学校   |
| 河原町団地 | 13～15号棟               | 川崎市立南河原小学校 | 川崎市立南河原中学校 |

## 事業所
2021年（令和3年）現在の経済センサス調査による事業所数と従業員数は以下の通りである。
| 町丁   | 事業所数 | 従業員数 |
| ------ | -------- | -------- |
| 河原町 | 34事業所 | 454人    |

### 事業者数の変遷
経済センサスによる事業所数の推移。
| 年                 | 事業者数 |
| ------------------ | -------- |
| 2016年（平成28年） | 42       |
| 2021年（令和3年）  | 34       |

### 従業員数の変遷
経済センサスによる従業員数の推移。
| 年                 | 従業員数 |
| ------------------ | -------- |
| 2016年（平成28年） | 378      |
| 2021年（令和3年）  | 454      |

## 交通

### 鉄道

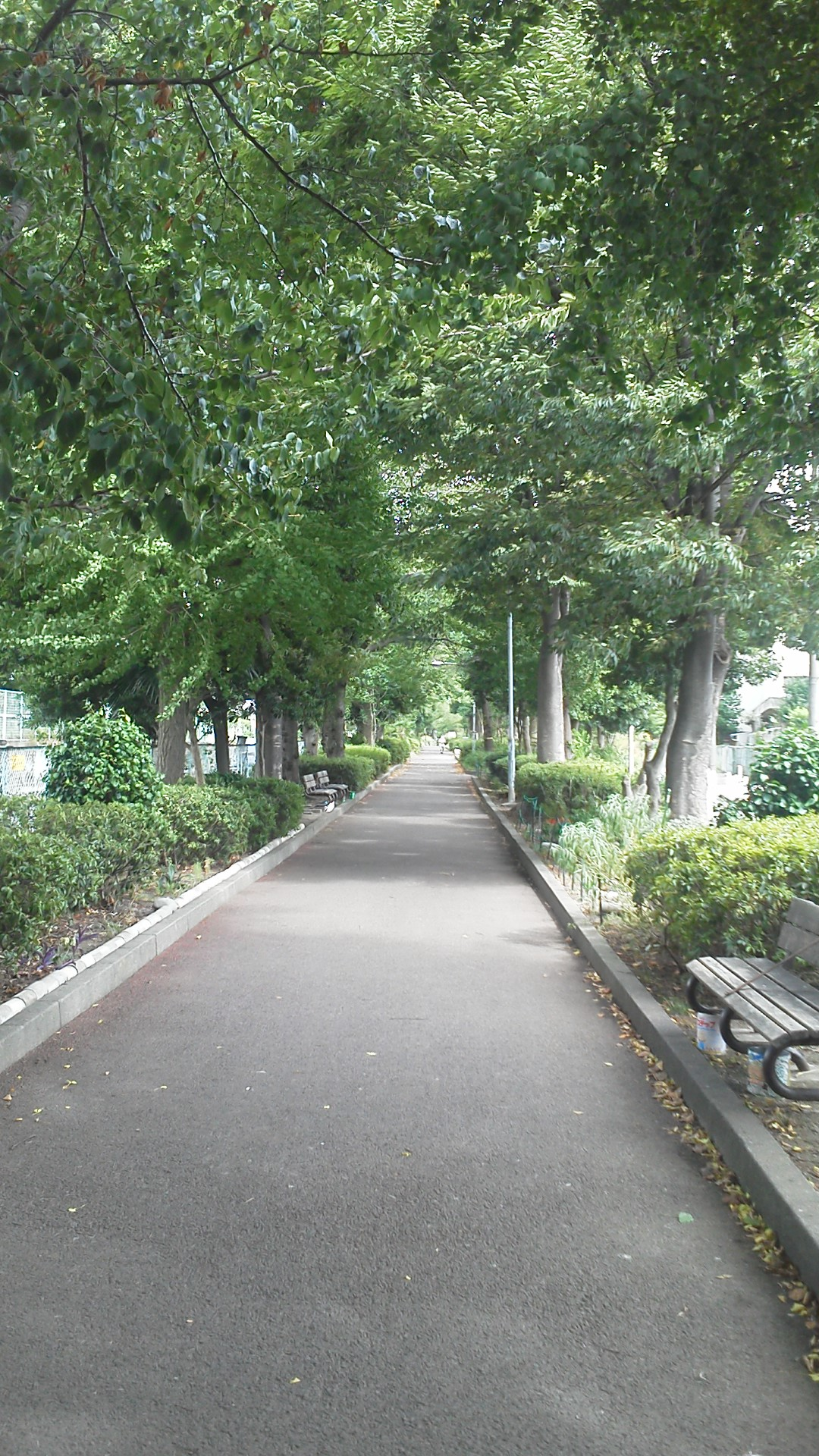
貨物線の跡地は、「さいわい緑道」という遊歩道となっている

当地にはかつて川崎河岸駅への貨物線が通っていたが、廃止され現存しない。

### 路線バス
東急バス・川崎市交通局の2事業者が、川崎駅と五反田駅や上平間・武蔵小杉駅を結ぶバスを、当地を経由して運行しているほか、川崎市バスは川崎駅から当地を経由して川崎駅へと戻る循環バスも運行している。

### 道路
- 国道409号（府中街道）

## 施設
- 川崎河原町郵便局

## その他

### 日本郵便
- 郵便番号 : 212-0007[4]（集配局 : 川崎港郵便局[31]）

### 警察
町内の警察の管轄区域は以下の通りである。
| 番・番地等 | 警察署   | 交番・駐在所 |
| ---------- | -------- | ------------ |
| 全域       | 幸警察署 | 河原町交番   |